# Julian Goldsmid
Julian Goldsmid (8 octobre 1838 - 7 janvier 1896, Brighton), 3e baronnet (en), est un homme d'affaires et homme politique britannique.

## Biographie
Fils de Frederick Goldsmid (1812-1866), il suit ses études à l'University College of London.
Il est membre de la Chambre des communes de 1866 à 1896. Il hérite de Somerhill House au décès de son père. Il succède à son oncle Francis Goldsmid dans le titre de baronnet en 1878.
En 1894, il est deputy Speaker de la Chambre des communes. Il est président de la Submarine Telegraph Company et de l'Imperial and Continental Gas Association, ainsi que directeur de la London, Brighton and South Coast Railway (en).
Goldsmid est trésorier de l'University College de 1880 à 1881 et membre du conseil de l'University College Hospital. Il est également vice-chancelier de l'University of London.
Il est Deputy Lieutenant of Kent, Sussex et Berkshire, ainsi que Justice of the Peace pour le Kent, Sussex et Londres.
Il est colonel du 1st Sussex Rifle Volunteers.

## Sources
- (en) Cet article est partiellement ou en totalité issu de l’article de Wikipédia en anglais intitulé « Julian Goldsmid » (voir la liste des auteurs).